# Jeux panarabes de 2011
Navigation
Édition précédente Édition suivante
Les 12e Jeux panarabes, compétition omnisports, ont lieu du 9 au 23 décembre 2011 à Doha au Qatar. C'est la première fois que ces jeux ont lieu dans un des pays du Golfe.

## Pays participants
21 pays participent à ces jeux :
- Algérie
- Arabie saoudite
- Bahreïn
- Comores
- Djibouti
- Égypte
- Émirats arabes unis
- Irak
- Jordanie
- Koweït
- Liban
- Libye
- Mauritanie
- Maroc
- Oman
- Palestine
- Qatar
- Somalie
- Soudan
- Tunisie
- Yémen

La Syrie se désiste pour protester contre sa suspension de la Ligue arabe.

## Épreuves
| - Athlétisme (résultats) - Athlétisme handisport (résultats) - Basket-ball - Beach-volley - Billard - Bowling - Boxe - Culturisme - Cyclisme sur route - Échecs - Équitation - Escrime | - Football - Goal-ball - Golf - Gymnastique - Gymnastique artistique - Trampoline - Haltérophilie - Handball - Judo - Karaté | - Lutte - Natation - Squash - Taekwondo - Tennis - Tennis de table - Tir à l'arc - Tir sportif - Voile - Volley-ball |

## Tableau des médailles
Au 25 décembre 2011 
Légende
- Pays organisateur

| Rang | Nation              | Or  | Argent | Bronze | Total |
| ---- | ------------------- | --- | ------ | ------ | ----- |
| 1    | Égypte              | 90  | 74     | 67     | 231   |
| 2    | Tunisie             | 54  | 45     | 39     | 138   |
| 3    | Maroc               | 36  | 22     | 54     | 112   |
| 4    | Qatar               | 27  | 40     | 39     | 106   |
| 5    | Algérie             | 16  | 31     | 41     | 88    |
| 6    | Koweït              | 16  | 18     | 30     | 64    |
| 7    | Arabie saoudite     | 15  | 12     | 19     | 46    |
| 8    | Irak                | 13  | 11     | 34     | 58    |
| 9    | Bahreïn             | 12  | 12     | 14     | 38    |
| 10   | Jordanie            | 10  | 15     | 21     | 46    |
| 11   | Émirats arabes unis | 10  | 9      | 16     | 35    |
| 12   | Liban               | 8   | 5      | 17     | 30    |
| 13   | Oman                | 4   | 8      | 9      | 21    |
| 14   | Palestine           | 2   | 2      | 6      | 10    |
| 15   | Yémen               | 2   | 2      | 3      | 7     |
| 16   | Libye               | 2   | 0      | 8      | 10    |
| 17   | Djibouti            | 1   | 1      | 1      | 3     |
| 18   | Soudan              | 0   | 7      | 7      | 14    |
| 19   | Comores             | 0   | 0      | 0      | 0     |
| 19   | Mauritanie          | 0   | 0      | 0      | 0     |
| 19   | Somalie             | 0   | 0      | 0      | 0     |
|      | Total               | 318 | 314    | 425    | 1 057 |